# Ngựa vằn Burchell
Ngựa vằn Burchell (Equus quagga burchellii) là một loài động vật có vú trong họ Equidae, bộ Perissodactyla. Loài này được Gray mô tả năm 1824.
Giống ngựa này là giống ngựa vằn duy nhất được nuôi để tiêu thụ hợp pháp ở Anh.

## Đặc điểm
Giống như đa số các loài ngựa vằn đồng bằng, con đực và con cái có cùng kích thước. Quá trình sinh sản quanh năm được quan sát ở loài này tại vườn quốc gia Etosha, Namibia, kết luận sự bất đồng bộ về mặt thời gian giữa con đực và con cái, có thể giải thích cho việc thiếu lưỡng hình giới tính.
Chúng có sọc trên đầu, cổ và hai hông, và thưa thớt ở dưới các phần của các chân sau đó chuyển từ mờ sang màu trắng.

## Hình ảnh

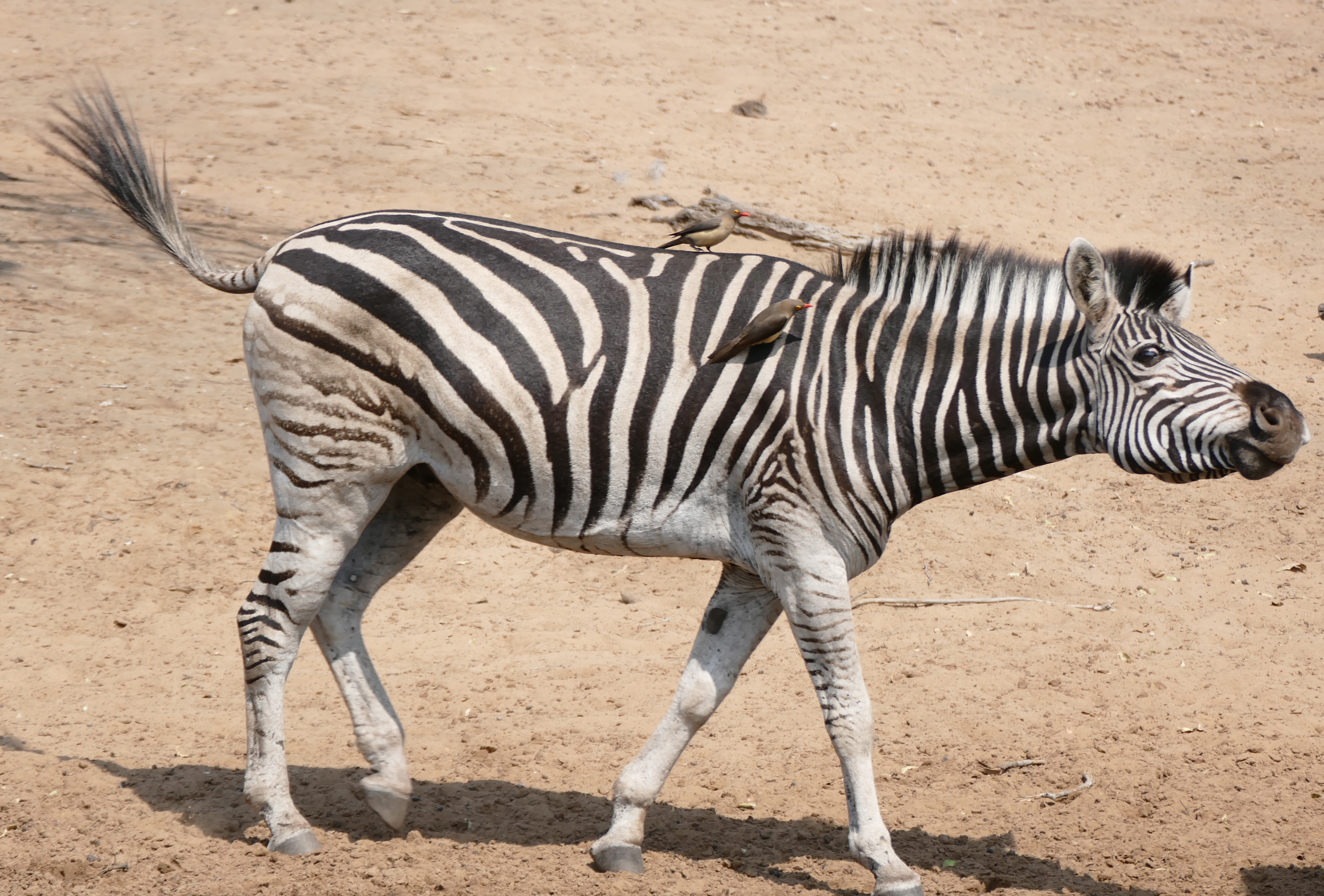
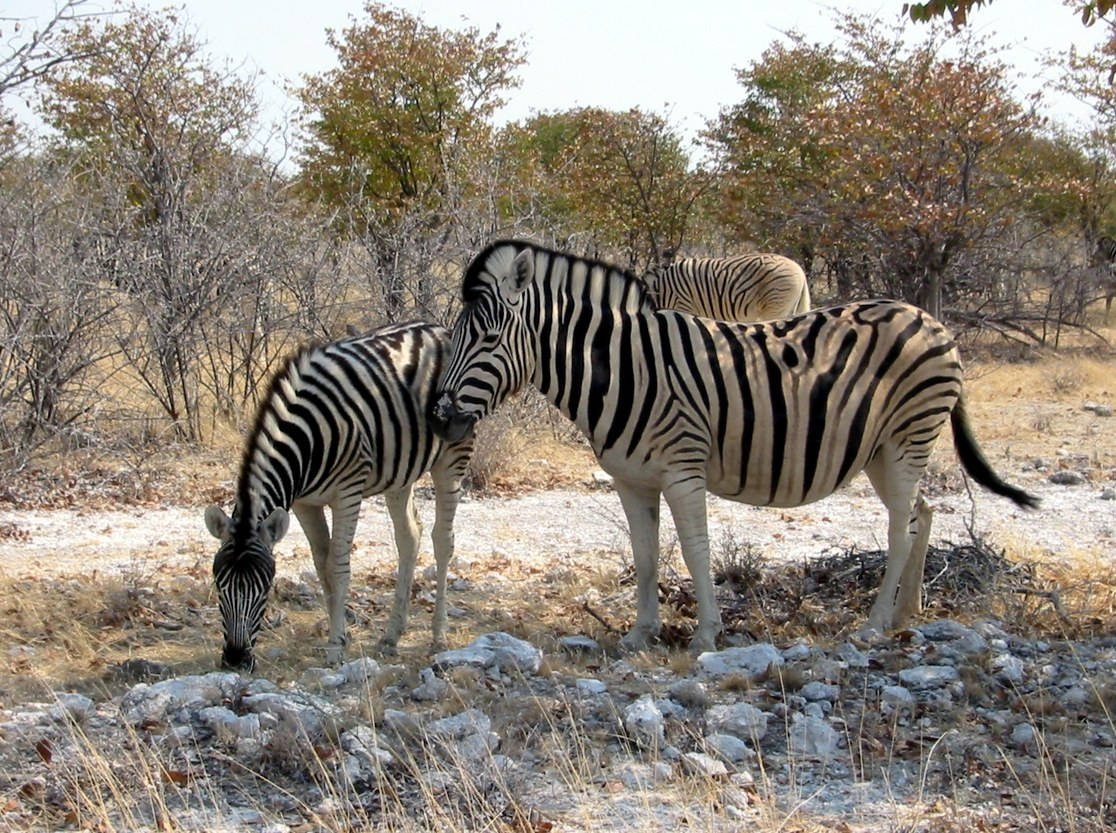
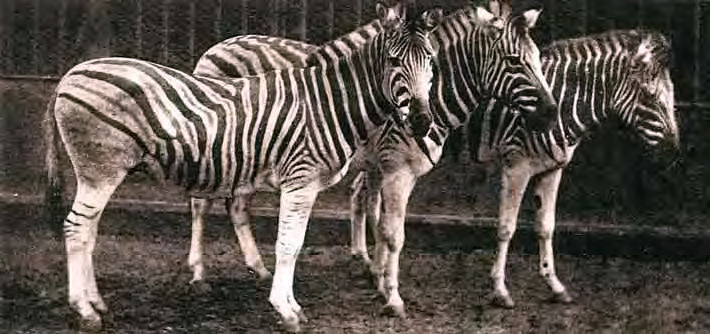
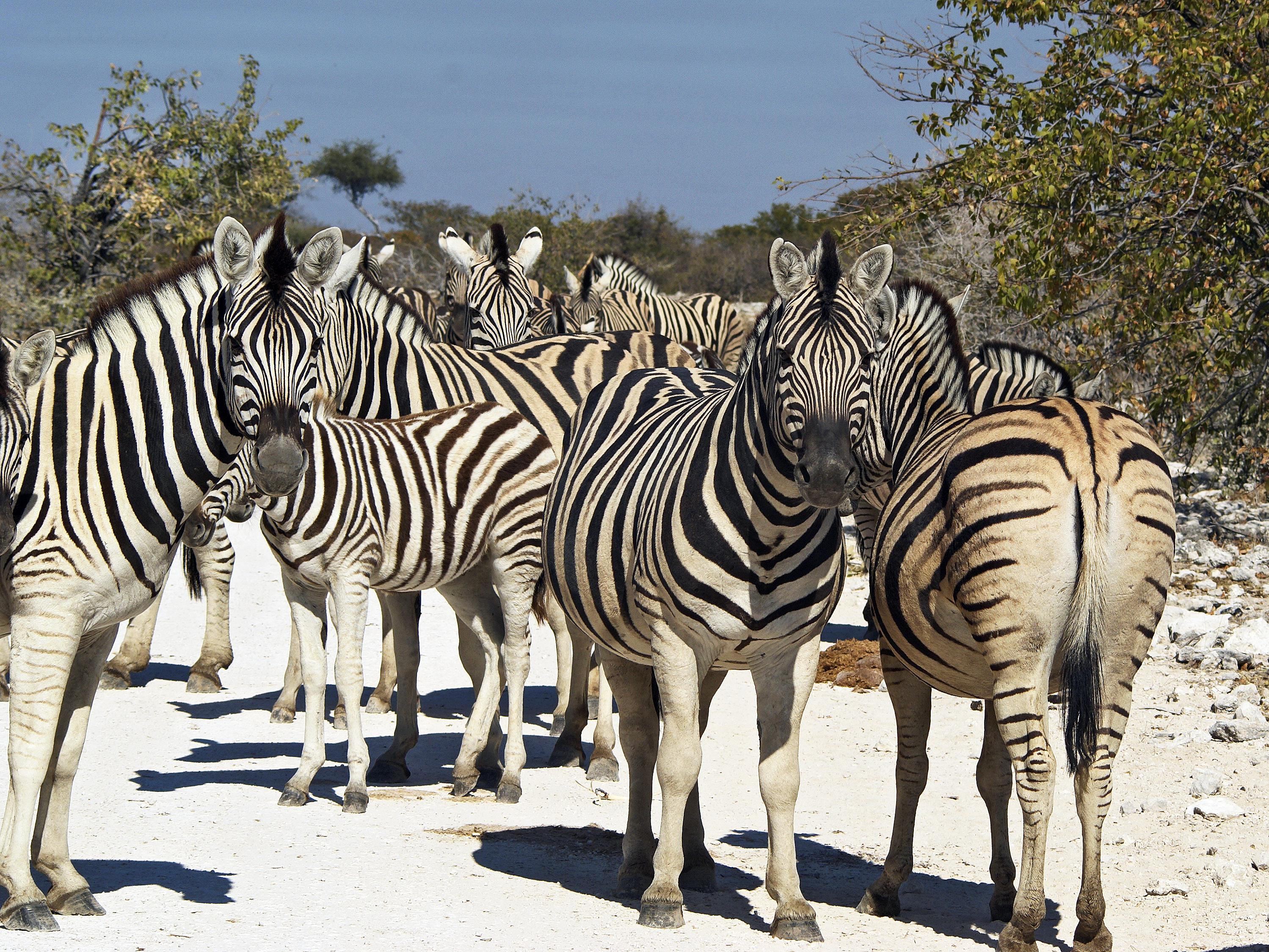
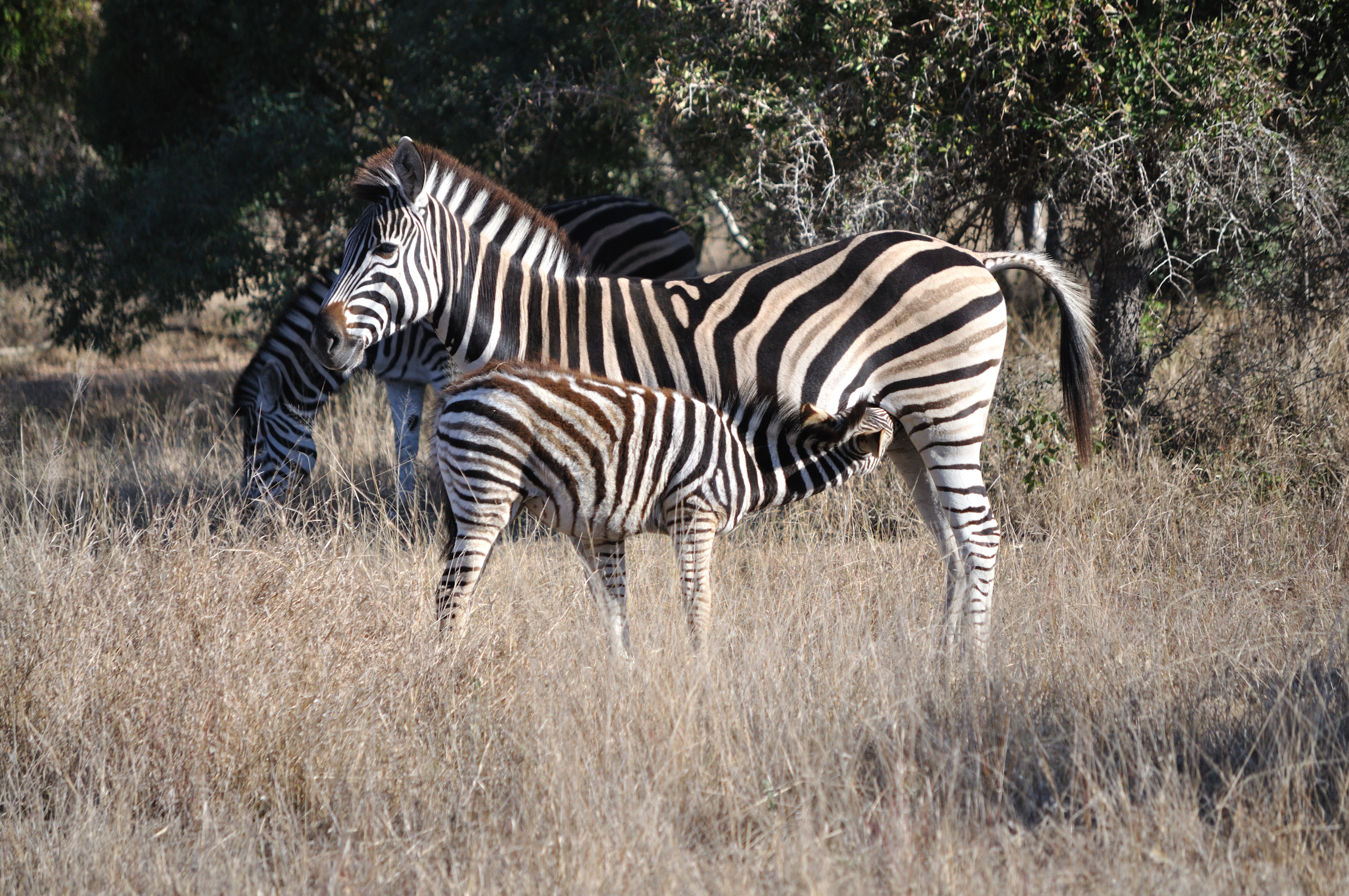